# Сырный нож

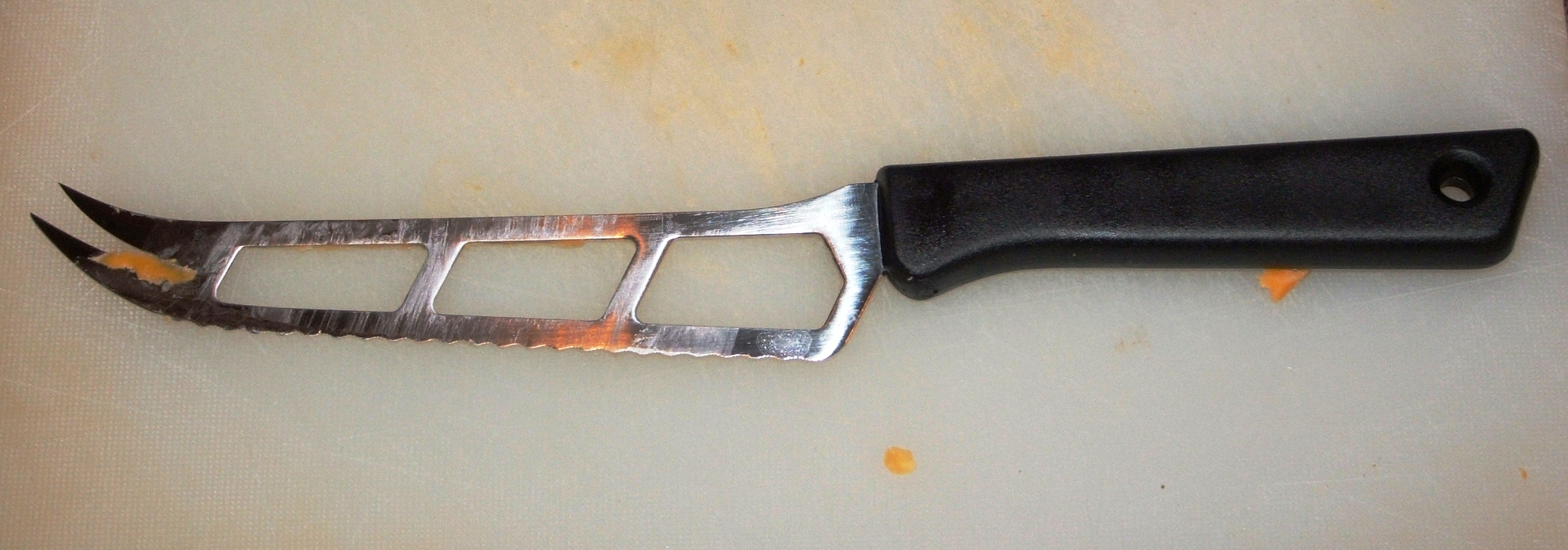
Сырный нож

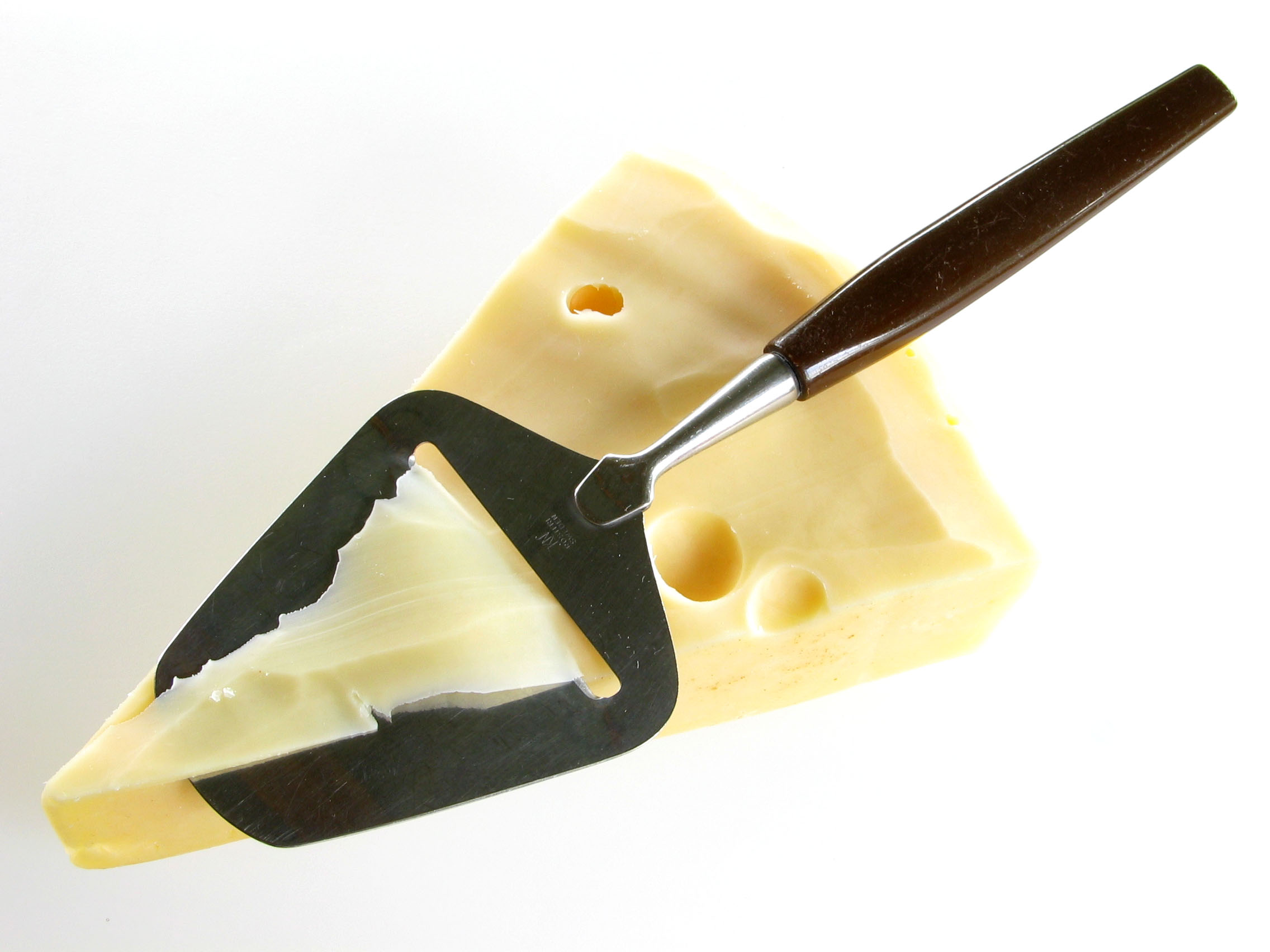
сырная ломтерезка

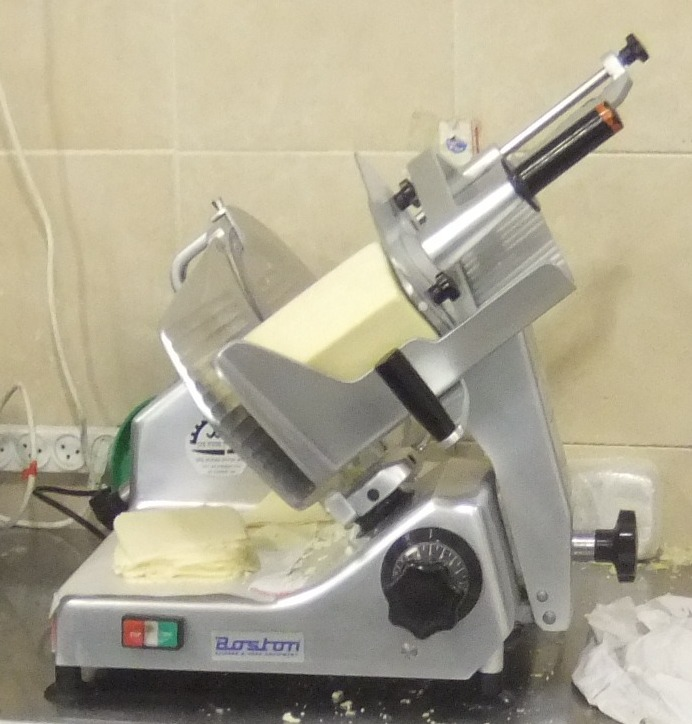
ломтерезка для сыра

Сы́рный нож — разновидность кухонного ножа, применяют для резки сыра. Существуют несколько разновидностей сырного ножа, в зависимости от сорта сыра, для резки которого нож предназначен. Часто под сырным ножом понимают нож для мягкого сыра.
Согласно ГОСТу Р 51015-97 «Ножи хозяйственные и специальные. Общие технические условия» сырные ножи относят к числу специальных ножей; их длина должна составлять 370 мм, длина клинка — 240 мм, а ширина и толщина клинка — 40 и 1,6 мм соответственно.

## Нож для мягких сыров
Мягкие сыры следует резать острыми зубчатыми ножами. Такой нож имеет широкие отверстия на лезвии, во избежание прилипания сыра к лезвию.
Также существуют ножи для очень мягких сыров.

## Нож для твёрдых сыров

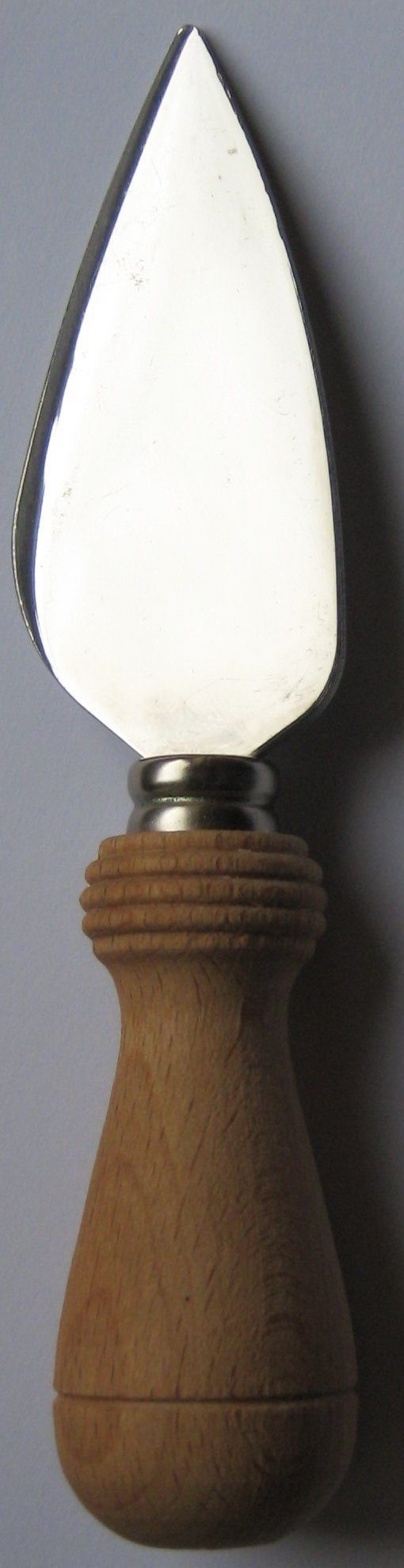
Нож для пармезана

Для твёрдых сортов сыра, таких как пармезан, применяют специальный сырный нож, который имеет короткое, толстое лезвие и похож на устричный нож.